# Килевание

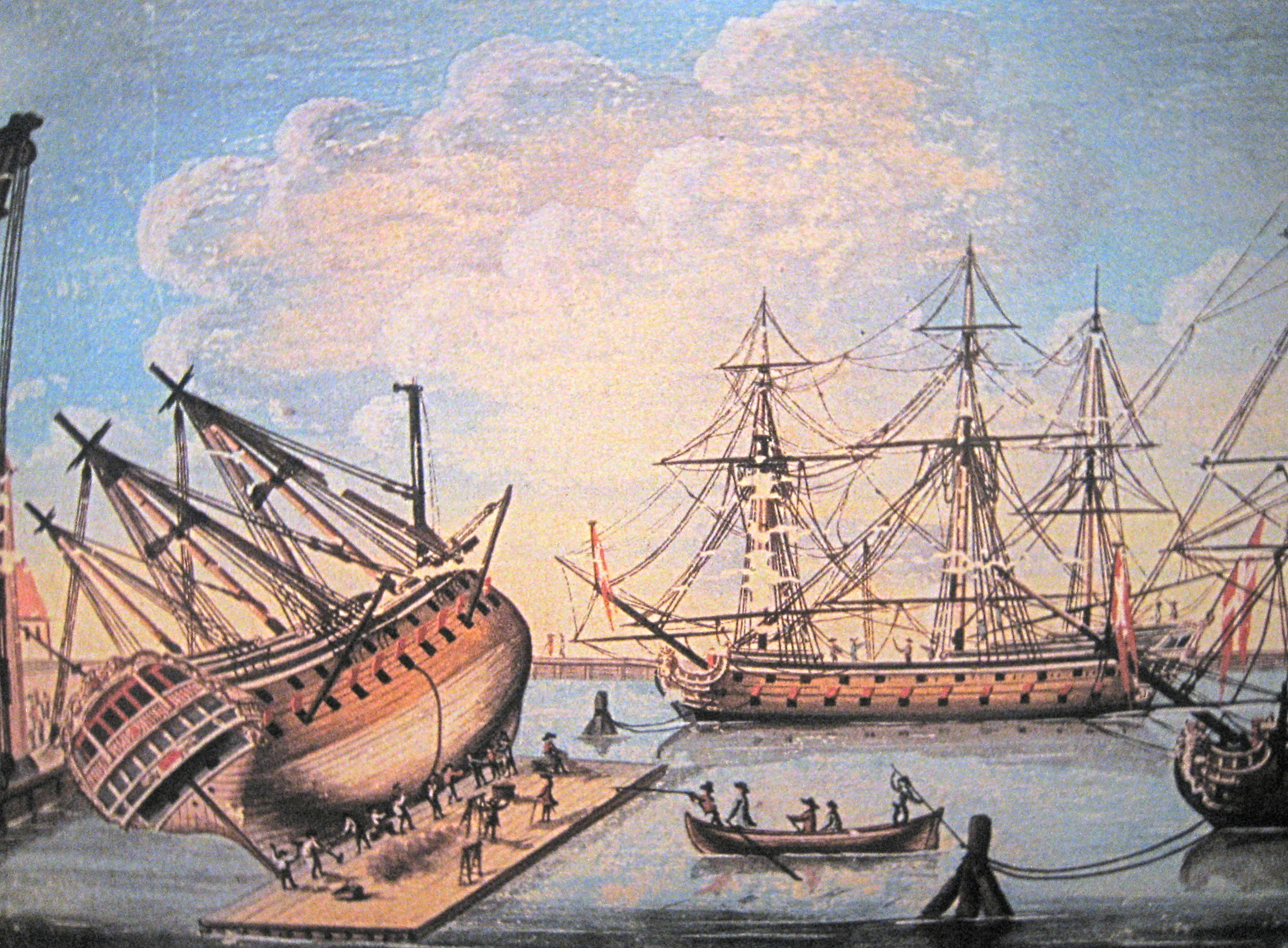
Кренгование корабля в порту Хольмен (Копенгаген, около 1750 года)

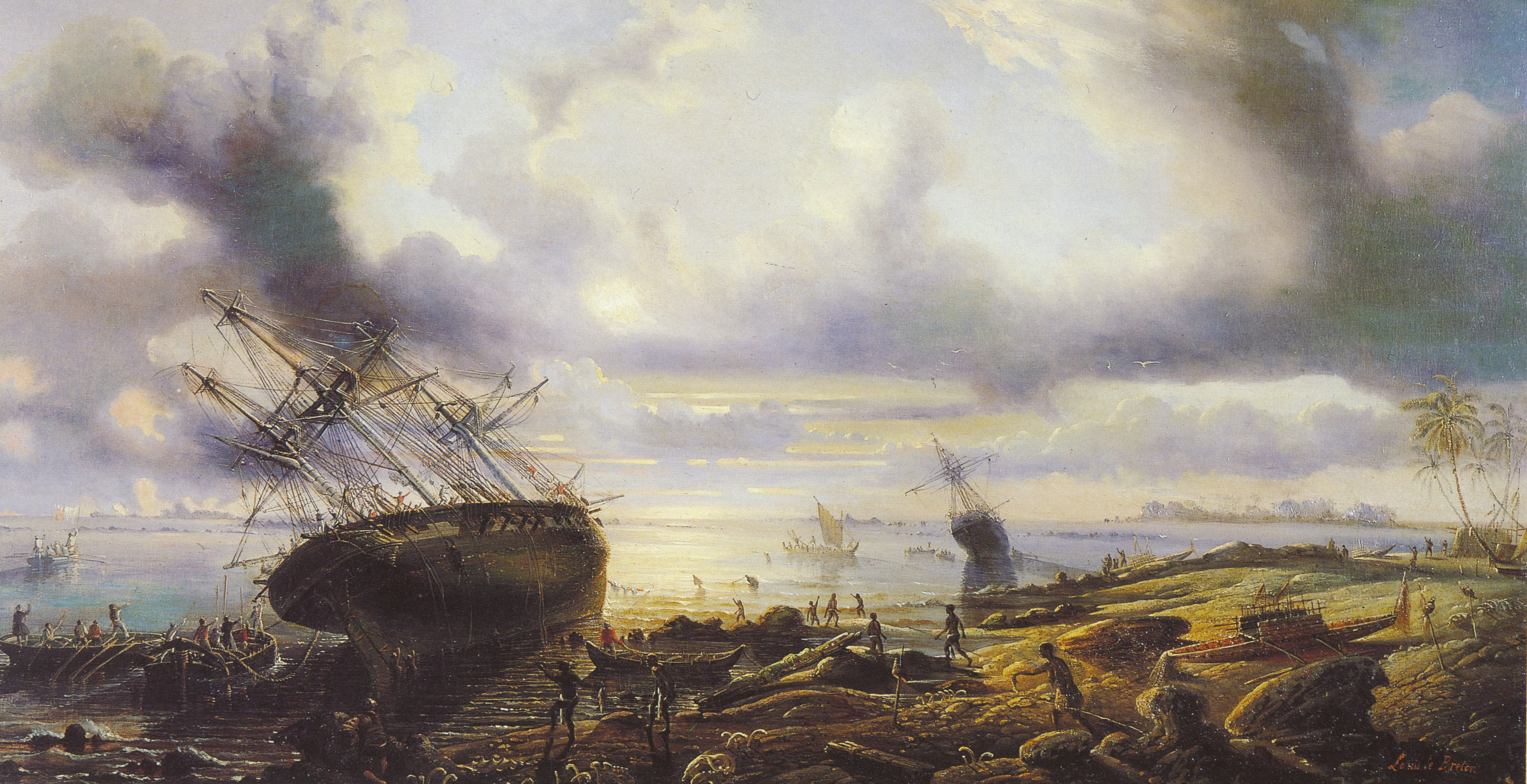
Кренгование корвета «Астролябия» (гравюра Луи Ле Бретона, 1838 год)

Килева́ние (от слова «киль») — наклон судна с целью осмотра и ремонта его подводной части. Килевание производится до появления киля над водой. Разновидностью килевания является кренгование — наклон судна без выхода киля из воды, применяемый для чистки подводной части от обрастаний: ракушек и т. п., и для мелкого ремонта обшивки корпуса.
Килевание выполняется посадкой судна на мель в прилив, часто для килевания используются специально подготовленные и оборудованные участки приглубого берега — «киленбанки». Небольшие лодки класть на борт не обязательно.
Процесс наклона судна выполняется или с помощью талей, или за верхушки мачт крепится фал и заводится за закреплённый объект, например, дерево. На ставшей доступной подводной части деревянного судна могут быть устранены повреждения, сделанные ядрами пушек или домовым грибом, а также счищены наросты бентоса (для увеличения скорости корабля) и осуществлена покраска или просмолка корпуса.
Не имея доступа к сухим докам, пираты часто прибегали к практике кренгования, которое производилось в укромных бухтах. Экстремальным вариантом было вытаскивание судна на галечный пляж и ожидание, пока волны и галька не отчистят корпус корабля.
Кренгование упоминается в книге «Остров сокровищ» Стивенсона, а также в романах Рафаэля Сабатини и Патрика О’Брайана. Процесс килевания показан в сериале «Чёрные паруса».